# Primeira Divisão de 1993–94
A Primeira Divisão de 1993–94 foi a 60.ª edição do Campeonato Português de Futebol.

## Análise da Temporada
O Benfica foi o campeão nacional, conquistando o seu 30.º título, com 2 pontos de avanço sobre o FC Porto.
O Benfica voltou a conquistar o título, 3 anos depois, muito graças ao trabalho de Toni que, apesar dos muitos problemas financeiros e diretivos das águias, soube unir o plantel e, apesar da forte competição do Sporting, conquistou o título. A vitória de 6-3, no Estádio José Alvalade, contra os leões, foi a cereja no topo do bolo e, que, confirmou, praticamente, o título dos encarnados.
O FC Porto, apesar do estatuto de bicampeão, nunca, de verdade, se intrometeu na luta do título. Os portistas começaram mal a época mas, com a chegada de Bobby Robson em Janeiro, os azuis e brancos conseguiram reaproximar-se do topo e, conquistar um honroso 2.º lugar, aproveitando um final de época desastroso do Sporting.
O Sporting foi a grande desilusão da época. Os leões tinham um plantel de luxo, com jogadores como Balakov e Figo e, ainda se reforçou com uma estrelas do Benfica, Paulo Sousa. Os leões, desde cedo, disputaram, taco a taco, a liderança com os rivais da Luz, e, nem com o despedimento de Bobby Robson e a chegada de Carlos Queiroz, afastou os leões da luta pelo título. Mas um final de época fraco, consumado pela humilhante derrota, em casa, por 6-3, frente ao Benfica, não só afastou os leões do título, como, ainda, perdeu o 2.º lugar para o FC Porto.
Por fim, destacar as boas época de Boavista e Marítimo que, garantiram qualificação para as competições europeias, e, repetiram o 4.º e 5.º lugar, respectivamente, da época anterior.
No fundo da tabela o Sporting de Braga sentiu dificuldades praticamente toda a temporada mas salvou-se, numa época que viu relegados o Paços de Ferreira, o Famalicão e o Estoril-Praia. 

## Equipas

### Equipas, Estádios e Treinadores
| Equipa             | Treinador          | Estádio                           | Cidade                 | Fabricante do Kit | Patrocinador da camisola |
| ------------------ | ------------------ | --------------------------------- | ---------------------- | ----------------- | ------------------------ |
| FC Porto           | Tomislav Ivić      | Estádio das Antas                 | Porto                  | Adidas            | Revigrés                 |
| SL Benfica         | Toni               | Estádio da Luz                    | Lisboa                 | Hummel            | Casino Estoril           |
| Sporting CP        | Bobby Robson       | Estádio José Alvalade             | Lisboa                 | Adidas            | Faxe                     |
| Boavista           | Manuel José        | Estádio do Bessa                  | Porto                  | Diadora           | Mimosa                   |
| Marítimo           | Edinho             | Estádio dos Barreiros             | Funchal                | Hummel            | Madeira                  |
| Farense            | Paco Fortes        | Estádio de São Luís               | Faro                   | Hummel            | Pingo Doce               |
| Belenenses         | Abel Braga         | Estádio do Restelo                | Lisboa                 | Adidas            | Elotécnico               |
| Beira-Mar          | Zoran Filipović    | Estádio Mário Duarte              | Aveiro                 | Hummel            | Gresso                   |
| Gil Vicente        | Vítor Oliveira     | Estádio Adelino Ribeiro Novo      | Barcelos               | Adidas            | C.M. de Barcelos         |
| Paços de Ferreira  | Vítor Urbano       | Estádio da Mata Real              | Paços de Ferreira      | Remate            | Tiffosi Jeanswear        |
| Vitória SC         | Bernardino Pedroto | Estádio D. Afonso Henriques       | Guimarães              | Hummel            |                          |
| SC Braga           | António Oliveira   | Estádio 1.º de Maio               | Braga                  | Erbacher          | Feira dos Tecidos        |
| Estoril-Praia      | Fernando Santos    | Estádio António Coimbra da Mota   | Estoril                | Adidas            | Bonança                  |
| FC Famalicão       | Piruta             | Estádio Municipal 22 de Junho     | Vila Nova de Famalicão | Uhlsport          | AVIA                     |
| Salgueiros         | Mário Reis         | Estádio Engenheiro Vidal Pinheiro | Porto                  | Hummel            | Ferbar                   |
| Estrela da Amadora | João Alves         | Estádio José Gomes                | Amadora                | Hummel            | Continente               |
| União da Madeira   | Ernesto Paulo      | Estádio dos Barreiros             | Funchal                | Hummel            | Prégaia                  |
| Vitória FC         | Raul Águas         | Estádio do Bonfim                 | Setúbal                | Hummel            | Ariston                  |

### Mudanças de Treinadores durante a Época
| Equipa            | Treinador Despedido | Data de Saída | Posição | Treinador Contratado | Data de Entrada    |
| ----------------- | ------------------- | ------------- | ------- | -------------------- | ------------------ |
| Belenenses        | Abel Braga          | 16/10/1993    | 9.º     | José António         | 24/10/1993         |
| FC Famalicão      | Piruta              | 21/11/1993    | 17.º    | Abel Braga           | 28/11/1993         |
| Sporting CP       | Bobby Robson        | 30/11/1993    | 2.º     | Carlos Queiroz       | 05/12/1993         |
| Marítimo          | Edinho              | 19/12/1993    | 6.º     | Paulo Autuori        | 30/12/1993         |
| FC Porto          | Tomislav Ivić       | 23/01/1994    | 3.º     | Bobby Robson         | 06/02/1994         |
| Belenenses        | José António        | 23/01/1994    | 12.º    | José Romão           | 06/02/1994         |
| Paços de Ferreira | Vítor Urbano        | 06/03/1994    | 14.º    | Jaime Pacheco        | 13/03/1994         |
| SC Braga          | António Oliveira    | 13/03/1994    | 12.º    | Professor Neca       | 27/03/1994         |
| Paços de Ferreira | Jaime Pacheco       | 08/05/1994    | 16.º    | Carlos Padrão        | 15 de maio de 1994 |

## Classificação Final
| Pos | Equipa               | J  | V  | E  | D  | GM | GS | Dif | Pts | Qualificação/Despromoção     |
| --- | -------------------- | -- | -- | -- | -- | -- | -- | --- | --- | ---------------------------- |
| 1   | Benfica              | 34 | 23 | 8  | 3  | 73 | 25 | +48 | 54  | Liga dos Campeões da UEFA    |
| 2   | FC Porto             | 34 | 21 | 10 | 3  | 56 | 15 | +41 | 52  | Taça dos Vencedores de Taças |
| 3   | Sporting             | 34 | 23 | 5  | 6  | 71 | 29 | +42 | 51  | Taça UEFA                    |
| 4   | Boavista             | 34 | 16 | 6  | 12 | 46 | 31 | +15 | 38  | Taça UEFA                    |
| 5   | Marítimo             | 34 | 13 | 12 | 9  | 45 | 40 | +5  | 38  | Taça UEFA                    |
| 6   | Vitória de Setúbal   | 34 | 14 | 6  | 14 | 56 | 42 | +14 | 34  |                              |
| 7   | Vitória de Guimarães | 34 | 11 | 11 | 12 | 30 | 31 | -1  | 33  |                              |
| 8   | Farense              | 34 | 13 | 7  | 14 | 44 | 46 | -2  | 33  |                              |
| 9   | Estrela da Amadora   | 34 | 9  | 15 | 10 | 39 | 36 | +3  | 33  |                              |
| 10  | Gil Vicente          | 34 | 10 | 11 | 13 | 27 | 47 | -20 | 31  |                              |
| 11  | Salgueiros           | 34 | 14 | 3  | 17 | 48 | 56 | -8  | 31  |                              |
| 12  | União da Madeira     | 34 | 11 | 9  | 14 | 36 | 42 | -6  | 31  |                              |
| 13  | Belenenses           | 34 | 12 | 6  | 16 | 39 | 51 | -12 | 30  |                              |
| 14  | Beira Mar            | 34 | 9  | 11 | 14 | 28 | 38 | -10 | 29  |                              |
| 15  | Sporting de Braga    | 34 | 9  | 10 | 15 | 33 | 43 | -10 | 28  |                              |
| 16  | Paços de Ferreira    | 34 | 7  | 12 | 15 | 31 | 49 | -18 | 26  | Liga de Honra                |
| 17  | Famalicão            | 34 | 7  | 8  | 19 | 26 | 72 | -46 | 22  | Liga de Honra                |
| 18  | Estoril              | 34 | 5  | 8  | 21 | 22 | 57 | -35 | 18  | Liga de Honra                |

## Resultados
| 1993/ 1994           | SLB | FCP | SCP | BFC | CSM | VFC | VSC | FAR | CFE | GVC | SAL | UDM | BEL | BMA | SCB | PDF | FAM | EST |
| Benfica              |     | 2-0 | 2-1 | 3-1 | 2-0 | 2-0 | 0-0 | 4-1 | 1-1 | 0-0 | 4-1 | 1-0 | 3-0 | 1-0 | 2-0 | 2-1 | 8-0 | 1-1 |
| FC Porto             | 3-3 |     | 2-0 | 1-0 | 2-0 | 2-0 | 1-1 | 1-0 | 2-1 | 3-0 | 1-0 | 4-1 | 1-0 | 0-0 | 5-0 | 0-0 | 0-0 | 3-0 |
| Sporting             | 3-6 | 0-1 |     | 3-1 | 1-1 | 2-1 | 3-0 | 3-1 | 3-0 | 6-0 | 2-1 | 1-0 | 3-1 | 1-0 | 2-0 | 3-1 | 3-0 | 3-1 |
| Boavista             | 1-0 | 1-1 | 2-1 |     | 3-2 | 1-0 | 1-1 | 0-1 | 1-1 | 1-2 | 3-1 | 3-0 | 3-0 | 2-1 | 1-0 | 2-0 | 3-0 | 3-0 |
| Marítimo             | 1-1 | 1-0 | 2-1 | 1-0 |     | 0-0 | 2-0 | 5-2 | 0-0 | 0-0 | 2-1 | 3-2 | 1-2 | 0-2 | 4-0 | 3-3 | 3-2 | 1-1 |
| Vitória de Setúbal   | 5-2 | 3-3 | 2-3 | 1-3 | 4-1 |     | 1-0 | 2-0 | 1-1 | 0-2 | 4-0 | 2-3 | 3-0 | 2-0 | 1-0 | 3-0 | 6-1 | 2-1 |
| Vitória de Guimarães | 1-2 | 0-0 | 1-4 | 1-0 | 0-1 | 1-0 |     | 2-2 | 0-0 | 2-1 | 1-0 | 2-0 | 3-0 | 1-2 | 0-0 | 1-0 | 3-0 | 2-0 |
| Farense              | 0-0 | 1-0 | 0-1 | 1-0 | 0-0 | 2-1 | 0-1 |     | 1-0 | 4-2 | 4-1 | 4-1 | 1-0 | 2-2 | 0-0 | 3-0 | 5-0 | 1-2 |
| Estrela da Amadora   | 0-1 | 0-0 | 0-4 | 1-1 | 1-1 | 0-0 | 0-1 | 1-2 |     | 3-0 | 3-1 | 2-0 | 2-2 | 2-2 | 1-1 | 3-1 | 2-0 | 3-0 |
| Gil Vicente          | 0-3 | 1-1 | 0-0 | 0-0 | 1-0 | 2-1 | 2-1 | 0-0 | 1-0 |     | 2-0 | 0-0 | 0-3 | 1-1 | 1-1 | 1-1 | 1-0 | 2-0 |
| Salgueiros           | 1-0 | 0-3 | 0-1 | 2-0 | 1-1 | 1-2 | 1-0 | 3-2 | 1-1 | 2-1 |     | 1-0 | 1-0 | 2-0 | 5-1 | 2-1 | 2-2 | 4-1 |
| União da Madeira     | 0-2 | 0-2 | 0-0 | 2-1 | 1-1 | 2-1 | 2-0 | 0-0 | 2-2 | 1-2 | 3-1 |     | 2-0 | 2-0 | 3-1 | 2-0 | 0-0 | 3-0 |
| Belenenses           | 0-2 | 0-2 | 0-3 | 2-1 | 2-1 | 1-2 | 0-0 | 4-2 | 2-1 | 1-0 | 2-3 | 2-1 |     | 2-0 | 0-0 | 1-1 | 4-0 | 1-0 |
| Beira-Mar            | 1-1 | 0-2 | 0-4 | 1-1 | 3-1 | 2-1 | 1-0 | 3-0 | 0-1 | 1-0 | 2-1 | 0-0 | 1-1 |     | 0-0 | 0-1 | 1-0 | 0-0 |
| SC Braga             | 0-2 | 0-2 | 1-1 | 0-1 | 0-1 | 2-1 | 0-0 | 4-0 | 0-1 | 4-0 | 4-3 | 3-0 | 4-2 | 2-0 |     | 0-0 | 2-0 | 2-1 |
| Paços de Ferreira    | 1-2 | 0-2 | 1-2 | 1-0 | 2-2 | 1-1 | 2-2 | 1-0 | 1-0 | 3-1 | 0-2 | 1-1 | 1-1 | 1-1 | 1-0 |     | 2-0 | 0-0 |
| Famalicão            | 1-5 | 0-5 | 1-1 | 0-3 | 0-2 | 1-1 | 1-1 | 2-1 | 0-2 | 3-0 | 1-0 | 0-0 | 2-3 | 2-1 | 1-0 | 4-1 |     | 1-0 |
| Estoril              | 0-3 | 0-1 | 0-2 | 0-2 | 0-1 | 0-2 | 2-1 | 0-1 | 3-3 | 1-1 | 2-3 | 0-2 | 1-0 | 1-0 | 1-1 | 2-1 | 1-1 |     |
| -------------------- | --- | --- | --- | --- | --- | --- | --- | --- | --- | --- | --- | --- | --- | --- | --- | --- | --- | --- |

## Melhores Marcadores
| CI. | Jogador           | Equipa               | Golos |
| --- | ----------------- | -------------------- | ----- |
| 1   | Yekini            | V. Setúbal           | 21    |
| 2   | Drulović          | Gil Vicente/FC Porto | 18    |
| 3   | Kostadinov        | FC Porto             | 16    |
| 3   | Hassan            | Farense              | 16    |
| 5   | Balakov           | Sporting             | 15    |
| 5   | Chiquinho Conde   | V. Setúbal           | 15    |
| 5   | João Vieira Pinto | Benfica              | 15    |
| 9   | Isaías            | Benfica              | 12    |
| 10  | Ziad              | V. Guimarães         | 11    |
| 10  | Ricardo Lopes     | E. Amadora           | 11    |
| 10  | Jorge Andrade     | Marítimo             | 11    |
| 10  | Sá Pinto          | Salgueiros           | 11    |

## Média de Espectadores por Clube
| Clube         | Média  | +/-   |
| ------------- | ------ | ----- |
| Benfica       | 31.294 | 26,4% |
| Sporting      | 30.294 | 37,7% |
| FC Porto      | 21.471 | 19,1% |
| Marítimo      | 10.941 | 22,4% |
| V. Setúbal    | 10.176 | Novo  |
| V. Guimarães  | 8.735  | 4,2%  |
| Boavista      | 8.088  | 16,7% |
| SC Braga      | 8.088  | 15,1% |
| Farense       | 7.441  | 8,3%  |
| Beira-Mar     | 6.265  | 41,2% |
| Gil Vicente   | 6.147  | 20,8% |
| P. Ferreira   | 5.382  | 23,1% |
| Famalicão     | 5.265  | 32,5% |
| E. Amadora    | 5.147  | Novo  |
| Salgueiros    | 4.471  | 32,1% |
| Belenenses    | 4.353  | 40,3% |
| Estoril-Praia | 4.059  | 29,6% |
| U. Madeira    | 3.235  | Novo  |
| TOTAL         | 10.047 | 4,4%  |
| Fonte         | [ 2 ]  | [ 2 ] |

## Campeão

### Plantel Campeão
| Pos.   | Jogador           | Idade | Jogos | Golos |
| ------ | ----------------- | ----- | ----- | ----- |
| GR     | Neno              | 32    | 33    | -     |
| GR     | Silvino           | 35    | 1     | -     |
| GR     | Paulo Santos      | 21    | 1     | -     |
| D      | Abel Silva        | 24    | 13    | -     |
| D      | Abel Xavier       | 21    | 24    | 1     |
| D      | Kenedy            | 20    | 14    | -     |
| D      | Pedro Henriques   | 19    | 1     | -     |
| D      | Veloso            | 37    | 21    | -     |
| D      | Mozer             | 33    | 29    | 3     |
| D      | Hélder            | 23    | 32    | 2     |
| D      | Nuno Afonso       | 19    | 1     | -     |
| D      | William           | 26    | 8     | 1     |
| D      | Simanic           | 28    | -     | -     |
| D      | Schwarz           | 25    | 23    | 1     |
| M      | Kulkov            | 27    | 21    | 2     |
| M      | Hernâni           | 30    | 1     | -     |
| M      | Mostovoi          | 25    | -     | -     |
| M      | Rui Costa         | 22    | 34    | 5     |
| M      | Vítor Paneira     | 28    | 32    | 6     |
| A      | Isaías            | 30    | 26    | 13    |
| A      | João Vieira Pinto | 22    | 34    | 15    |
| A      | Rui Águas         | 34    | 30    | 6     |
| A      | César Brito       | 29    | 15    | 1     |
| A      | Aílton            | 25    | 28    | 11    |
| A      | Yuran             | 24    | 20    | 4     |
|        |                   |       |       |       |
| T      | Toni              | 47    |       |       |
| Fonte: |                   |       |       |       |

| Campeão Nacional 1993/1994 |
| -------------------------- |
|                            |
| Benfica 30° Título         |